# Casper Norrild
Casper Norrild (* 20. August 1987) ist ein ehemaliger dänischer Eishockeytorwart, der in seiner aktiven Zeit von 2004 bis 2010 unter anderem für die Nordsjælland Cobras und EfB Ishockey in der AL-Bank Ligaen gespielt hat. 

## Karriere
Casper Norrild begann seine Karriere als Eishockeyspieler beim IC Gentofte, für den er in der Saison 2004/05 in der zweitklassigen 1. Division aktiv war. Anschließend wechselte er zu den Nordsjælland Cobras in die AL-Bank Ligaen, für die er im folgenden Jahr auflief. Während der Saison 2006/07 verließ der Schlussmann die Cobras bereits wieder und erhielt einen Vertrag beim Zweitligisten Herlev Hornets. Nach einem weiteren Jahr in der 1. Division bei Aarhus IK wechselte Norrild im Sommer 2008 erneut in die AL-Bank Ligaen, wo er von EfB Ishockey verpflichtet wurde. Dort spielte er ebenfalls ein Jahr lang wie anschließend beim Zweitligisten Amager Ishockey. Anschließend beendete er 2010 vorzeitig seine Karriere. 

### International
Für Dänemark nahm Norrild ausschließlich an der U18-Junioren-Weltmeisterschaft 2005 teil, bei der er in einem Spiel im Tor stand. 